# Chaetodon lunula
Chaetodon lunula, một số tài liệu tiếng Việt gọi là cá bướm mặt trăng, là một loài cá biển thuộc chi Cá bướm (phân chi Rabdophorus) trong họ Cá bướm. Loài này được mô tả lần đầu tiên vào năm 1802.

## Từ nguyên
Danh từ định danh lunula trong tiếng Latinh có nghĩa là "hình lưỡi liềm", hàm ý có lẽ đề cập đến dải đen uốn cong ở phía sau đầu của loài cá này, hoặc cũng có thể là dải đen băng ngang mắt.

## Phạm vi phân bố và môi trường sống
C. lunula được phân bố rộng khắp các vùng biển nhiệt đới thuộc khu vực Ấn Độ Dương - Thái Bình Dương. Từ bờ biển Đông Phi, phạm vi của loài cá này trải dài về phía đông đến quần đảo Hawaii (Hoa Kỳ), quần đảo Marquises (Polynésie thuộc Pháp) và đảo Ducie (quần đảo Pitcairn), ngược lên phía bắc đến vùng biển phía nam Nhật Bản, xa về phía nam đến đảo Lord Howe (Úc) và Rapa Iti.
Ở Việt Nam, C. lunula được ghi nhận tại cù lao Chàm (Quảng Nam), đảo Lý Sơn (Quảng Ngãi) và quần đảo Hoàng Sa; vịnh Nha Trang (Khánh Hòa); Ninh Thuận; cù lao Câu và một số đảo đá ngoài khơi Bình Thuận; Côn Đảo; cũng như tại Quảng Ninh, quần đảo Cát Bà (Hải Phòng) và quần đảo Trường Sa.
Những cá thể C. lunula lang thang đôi khi được bắt gặp tại quần đảo Galápagos (Ecuador) và đảo Cocos (Costa Rica) ở phía đông Thái Bình Dương. Ngoài ra, C. lunula còn được nhìn thấy trên các rạn san hô ngoài khơi Boca Raton, Deerfield Beach và Delray Beach, đều là những thành phố thuộc bang Florida (Hoa Kỳ), nhiều khả năng là được thả ra từ các bể cá cảnh.
C. lunula có thể được bắt gặp trên các rạn san hô viền bờ hay trong đầm phá, thường tập trung ở những vùng biển mà san hô phát triển phong phú, trong khi cá con phổ biến ở vùng gian triều và các vũng thủy triều, độ sâu mà chúng được tìm thấy có thể lên đến 170 m.

## Mô tả

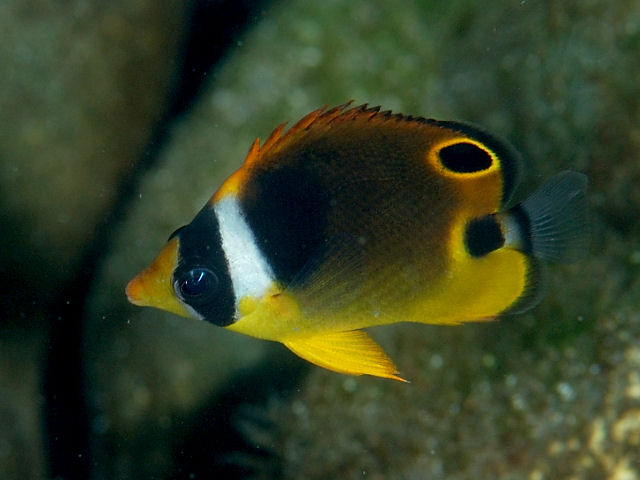
Cá con

C. lunula có chiều dài cơ thể lớn nhất được ghi nhận là 20 cm. Cơ thể màu vàng kim, sẫm nâu hơn ở nửa thân trên. Hai bên thân có các sọc chéo màu nâu đỏ (thấy rõ hơn ở nửa thân dưới). Phía sau nắp mang có một dải đen viền vàng uốn cong ngược lên phần gai vây lưng; một dải đen khác từ vây lưng mềm kéo dài và tạo thành đốm lớn trên cuống đuôi. Đầu có một dải đen băng ngang mắt như gấu mèo, ngay trên dải đen này là một dải trắng nằm ngang trán và kéo dài xuống hai bên má. Vây lưng và vây hậu môn có viền ngoài màu nâu đỏ, và đều có dải màu cam ở giữa vây (dải này dày hơn ở vây lưng). Giữa vây đuôi có một hàng chấm cam, rìa ngoài trong suốt, viền trong màu nâu đỏ. Cá con có thêm đốm đen lớn ở cuối vây lưng.
Số gai ở vây lưng: 11–13; Số tia vây ở vây lưng: 22–25; Số gai ở vây hậu môn: 3; Số tia vây ở vây hậu môn: 17–19; Số tia vây ở vây ngực: 15–16; Số gai ở vây bụng: 1; Số tia vây ở vây bụng: 5; Số vảy đường bên: 35–44.
Một loài chị em với C. lunula, Chaetodon fasciatus, có kiểu hình rất giống nhau. Tuy nhiên, C. fasciatus không có dải đen uốn cong phía sau đầu (thay vào đó là một vệt đen hình tam giác) và đốm đen trên cuống đuôi, dải trắng trên trán ngắn hơn (không kéo dài xuống má như C. lunula). C. lunula và C. fasciatus có thể ghép cặp khác loài với nhau, điều này được quan sát ở vịnh Aden (thuộc vùng biển Yemen).

## Sinh thái học

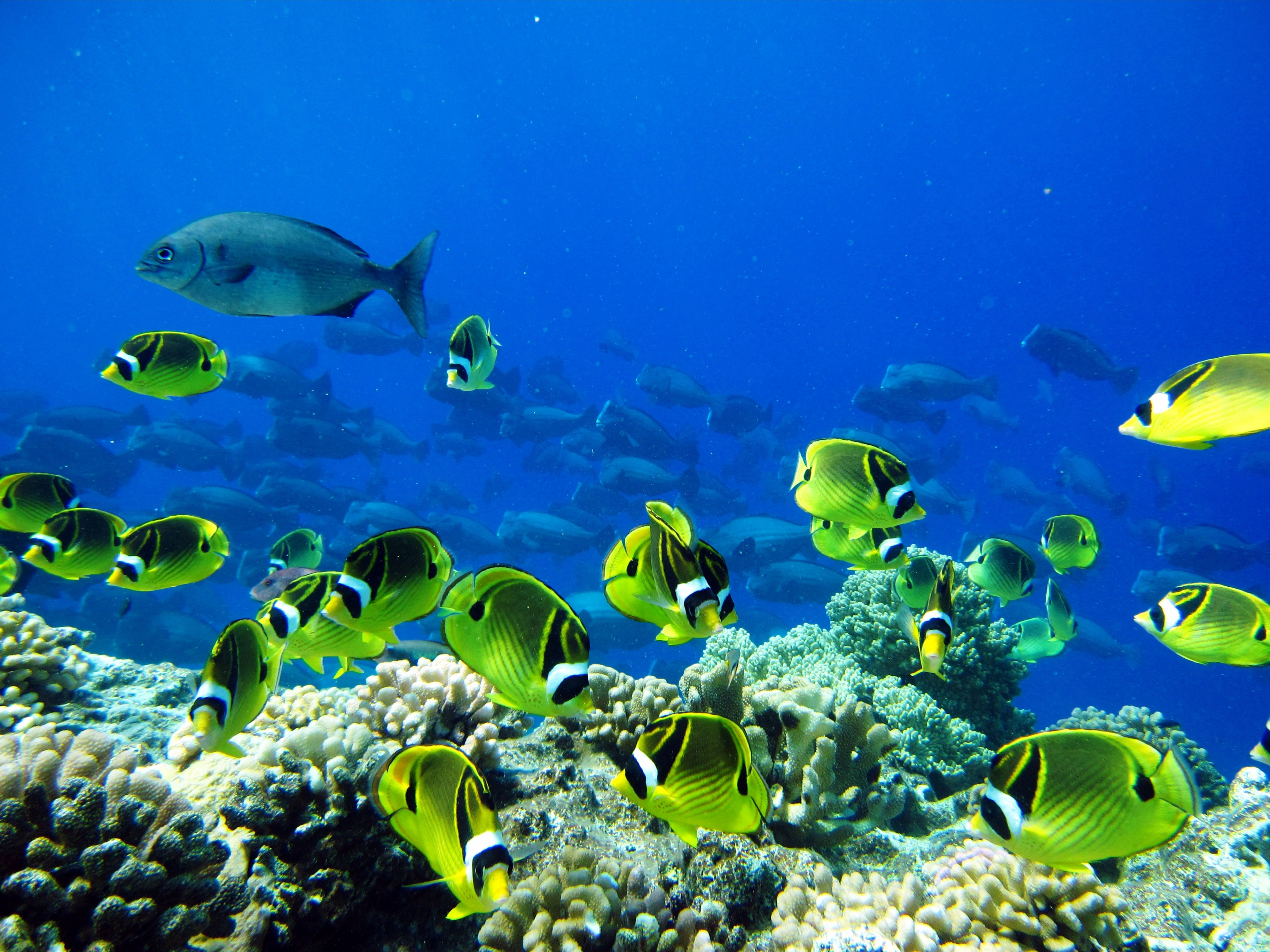
Một đàn C. lunula trên rạn san hô

C. lunula là loài ăn tạp, thức ăn của chúng bao gồm tảo, sên biển và loài thủy sinh không xương sống khác. Tuy cũng ăn polyp san hô nhưng đây không phải thức ăn chủ yếu của C. lunula.

## Lai tạp
Những cá thể mang kiểu màu trung gian giữa C. lunula với hai loài Chaetodon auriga và Chaetodon auripes đã được bắt gặp trong tự nhiên.

## Phân loại học
Trong phân chi Rabdophorus, C. lunula hợp thành một nhóm chị em với Chaetodon adiergastos, Chaetodon fasciatus, Chaetodon flavirostris và Chaetodon collare dựa trên kết quả phân tích phát sinh chủng loại phân tử.

## Thương mại
C. lunula là một loài thường được xuất khẩu trong ngành thương mại cá cảnh.